# Новоивановка (Апостоловский район)
Новоивановка (укр. Новоіванівка) — село, Каменский сельский совет, Апостоловский район, Днепропетровская область, Украина.
Код КОАТУУ — 1220383303. Население по переписи 2001 года составляло 505 человек.

## Географическое положение
Село находится между реками Базавлук и Базавлучок (2—3 км), на расстоянии в 2,5 км от села Водяное (Никопольский район), в 3,5 км от сёл Славянка и Петропавловка (Софиевский район).

## История
В 1928 году образовано село Новоивановка слиянием сёл Запорожское и Ивановка.

## Экономика
- Молочно-товарная ферма.
- ООО «Агрофирма Петрово».

## Объекты социальной сферы
- Школа.